# AC Cesena
Associazione Calcio Cesena ili skraćeno A.C. Cesena, talijanski je nogometni klub iz istoimenog grada Cesena koji se nalazi u talijanskoj pokrajini Emilia-Romagna. Klub je osnovan 1940., te trenutno nastupa u talijanskoj drugoj ligi. U Serie A Cesena je zadnji put igrala 2015. godine. Boje kluba su crna i bijela.

## Povijest
Osnovan 1940., AC Cesena ulazi u Serie B 1968., dok su Serie A prvi puta nastupa 1973. S igračima kao što su Pierluigi Cera i Gianluigi Savoldi, Cesena je svoj debi u prvoj ligi završila s 11. mjestom na tablici. U sezoni 1975./76. Cesena je sve iznenadila, osvojivši 6. mjesto u prvenstvu i plasman u Kup UEFA. Slava je bila kratkog vijeka, te je klub sljedeće godine ispao u niži rang natjecanja.
Drugi puta klub ulazi u Serie A 1981. te tu sezonu završava na respektabilnom 10. mjestu. 1983. ispadaju u drugu ligu gdje borave sljedeće 4 godine. U sezoni 1987./88. vraćaju se u Serie A nakon pobjede u play-offu. U prvoligaškom društvu Cesena je bila sljedeće 4 godine, te je jedini cilj pri početku sezone bio - ne ispasti iz lige.
1991. klub ispada iz lige, dok je jedinu konkretnu priliku za povratak u elitni razred, Cesena imala 1994. S igračima kao što su bili  Alessandro Teodorani, Emiliano Salvetti, Luigi Piangerelli, Aldo Dolcetti i Dario Hübner, Cesena je imala izgledne prilike za povratak u Serie A. Suprotno očekivanju, klub je izgubio u play-off doigravanju s Padovom, dok 1997. Cesena ispada u Serie C1.
Nakon dužeg boravka u trećoj ligi, Cesena se s vremenom plasira u drugu ligu, dok se u sezoni 2005./06. pojavljuje kao kandidat za plasman u Serie A. Naime, osvojenim 6. mjestom u Serie B, Cesena je izborila play-off doigravanje.
Kao najgori mogući scenarij, Cesena je izgubila u play-offu, sljedeće sezone za dlaku je izbjegla ponovno ispadanje u treću ligu, dok u sezoni 2007./08. ispadaju u Serie C1. U Serie C1, Cesena započinje s Pierpaolo Bisolijem kao trenerom momčadi. Tijekom te sezone, Cesena se brzo pojavljuje kao glavni kandidat za direktni plasman u Serie B. Glavni protukandidat za preotimanje prvog mjesta Ceseni bila je momčad Pro Patria. U zadnjem kolu, Cesena je odigrala 0:0 s Hellas Veronom, dok je Pro Patria istim rezultatom završila utakmicu s Padovom. Tim povoljnim ishodom, Cesena osigurava 1. mjesto u prvenstvu i direktni plasman u Serie B.
Odličnim rezultatima u sezoni 2009./10., Cesena je postavila mogućnost da se nakon 1991., ponovo plasira u Serie A.

## Značajniji igrači u povijesti kluba
| - Massimo Agostini - Amarildo - Massimo Ambrosini - Marco Ballotta - Massimo Bonini - Roberto Bordin - Massimo Ciocci - Vladislav Đukić - Valerio Fiori - Alberto Fontana - Davor Jozić |  | - Sebastiano Rossi - Walter Schachner - Paulo Silas - Dario Hubner - Alessandro Bianchi - Ruggiero Rizzitelli - Graziano Pellé - Luigi Turci - Papa Waigo N'Diaye - Adriano Ferreira Pinto |

## Vanjske poveznice
- Službena stranica A.C. Cesene